# Jonas Brothers/Konzerte und Tourneen

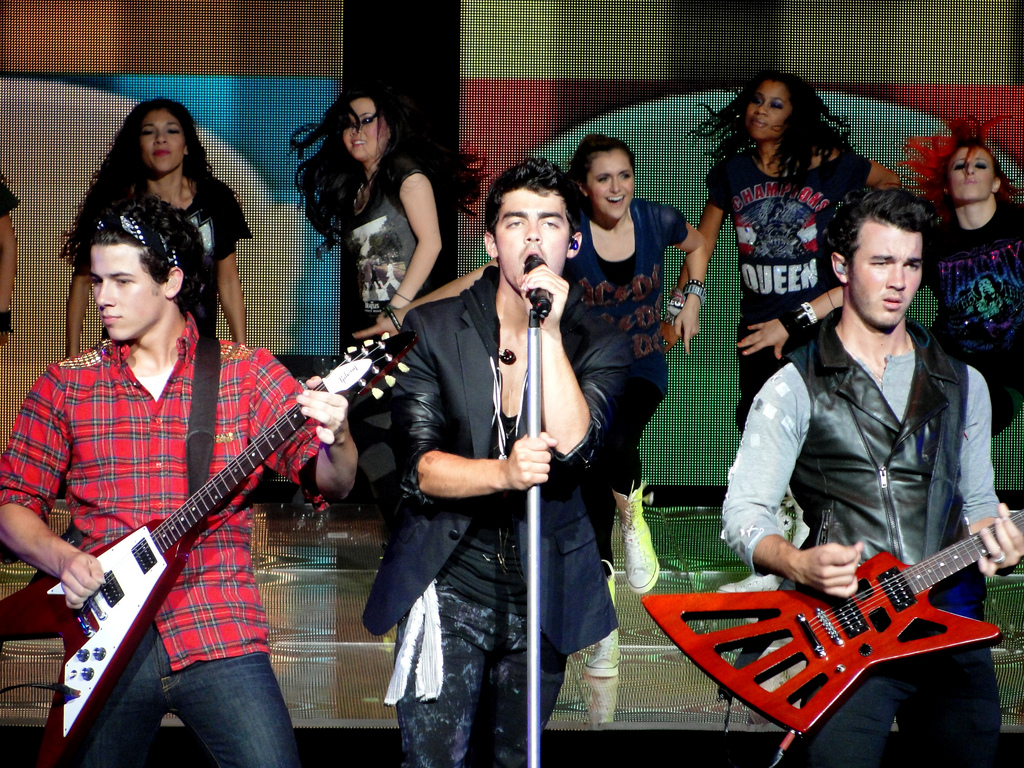
Die Band während ihrer Welttournee 2010

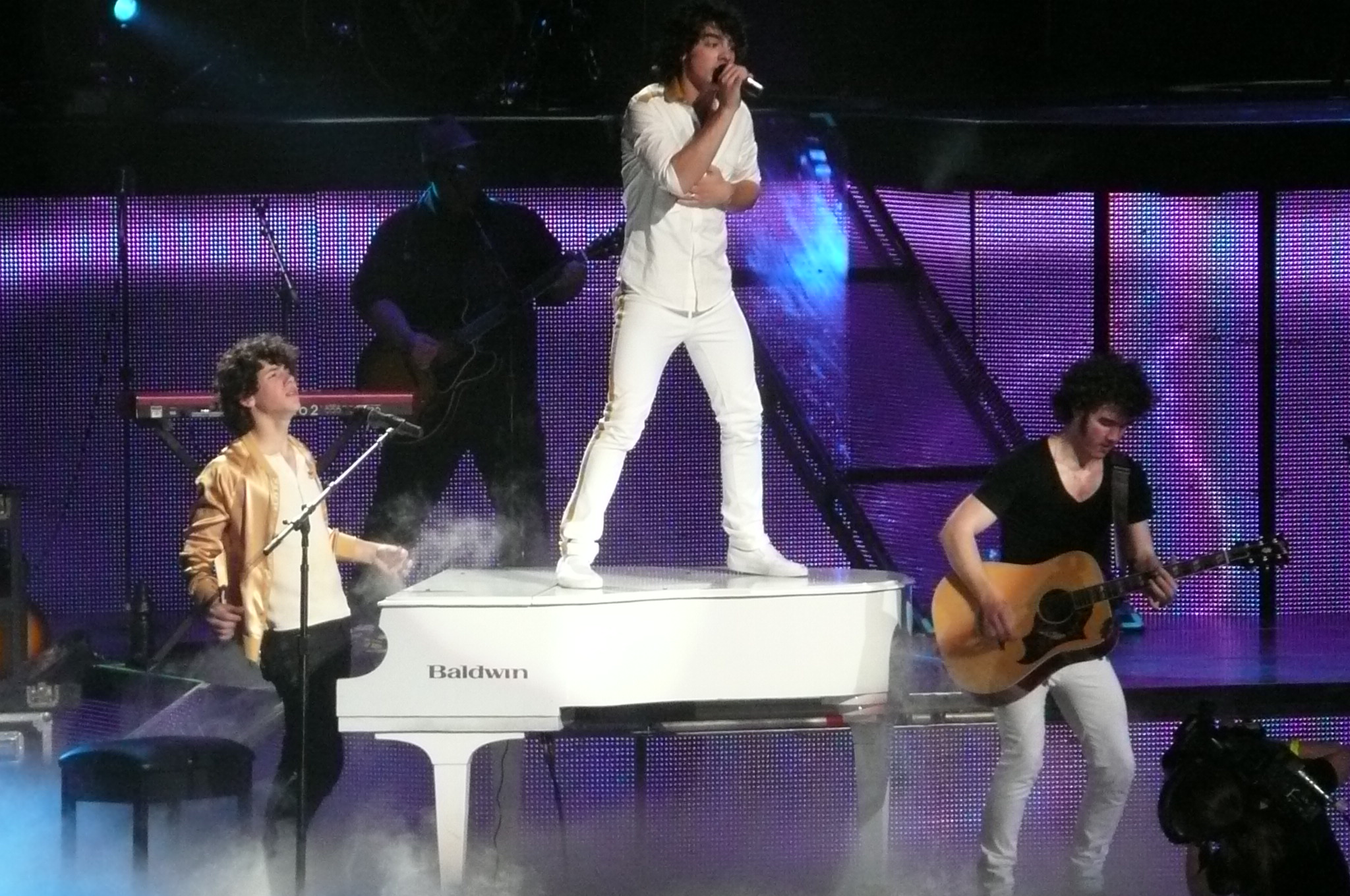
Während eines Konzertes 2008

Diese Liste der Tourneen der Jonas Brothers führt alle Konzerttourneen auf, die mit der US-amerikanischen Band Jonas Brothers in Verbindung stehen. Momentan besteht die Liste aus acht Headliner-Touren sowie drei Konzertreihen, bei denen sie als Vorband in Erscheinung traten.

## Tourneen

### Headliner
| Jahr | Titel                                          | Zeitraum                                                                                   | Anzahl der Auftritte |
| --- | ---------------------------------------------- | ------------------------------------------------------------------------------------------ | -------------------- |
| 2005 | Jonas Brothers Fall 2005 Promo Tour            | 8. November 2005 – 17. Dezember 2005 (Nordamerika)                                         | 16                   |
| Die Debüttour der Band begann am 8. November 2005 und endete am 17. Dezember 2005. Sie umfasste 16 Shows. Die letzten elf der insgesamt 17 Konzerte waren mit der Cheetah-licious Christmas Tour der Band The Cheetah Girls gekoppelt, die Jonas Brothers fungierten bei diesen Shows als Vorband der Girlgroup. |                                                |                                                                                            |                      |
| 2006 | Jonas Brothers American Club Tour              | 28. Januar 2006 – 3. März 2006 (Nordamerika)                                               | 27                   |
| Die Konzerte der zweiten Tour fanden ebenfalls alle in den USA statt. Bei dieser Tour eröffneten die Jonas Brothers für das Musikduo The Veronicas, deshalb existieren auch zwei Namen für die Tournee: Jonas Brothers American Club Tour und The Veronicas 2006 US Tour. Es handelt sich also um die gleiche Tour, wobei sie von Seiten der Jonas Brothers auch einen eigenen Namen hat, obwohl die Band nur Vorgruppe war.                                                                                    |                                                |                                                                                            |                      |
| 2007 | Marvelous Party Tour                           | 23. Juni 2007 – 15. Oktober 2007 (Nordamerika, Karibik)                                    | 50                   |
| Die dritte Tour der Brüder war die erste unter ihrem neuen Plattenlabel Hollywood Records und diente der Promotion des zweiten Studioalbums. Sie umfasste 50 Konzerte und war die erste Headliner-Tour, bei der die Gruppe außerhalb der USA auftrat (Puerto Rico). |                                                |                                                                                            |                      |
| 2008 | When You Look Me in the Eyes Tour              | 31. Januar 2008 – 18. April 2008 (Nordamerika)                                             | 39                   |
| Diese Tournee wurde oftmals auch mit WYLMITE abgekürzt. Kurz vor Beginn der Tour unterschrieb die Band einen Millionen-Vertrag mit der auf Live-Veranstaltungen spezialisierten Firma Live Nation, die auch Madonna und Jay-Z unter Vertrag hat. Der Vertrag war auf zwei Jahre befristet. |                                                |                                                                                            |                      |
| 2008/2009 | Burnin’ Up Tour                                | 4. Juli 2008 – 22. März 2009 (Nordamerika, Karibik)                                        | 48                   |
| Die Tour führte die Jonas Brothers nach Kanada, Mexiko, Puerto Rico und in die USA. Dabei wurden die Brüder von namhaften Künstlern wie Demi Lovato, Taylor Swift, Avril Lavigne und Honor Society begleitet. Im Februar 2009 lief in den USA eine Dokumentation über diese Tournee im Kino, Jonas Brothers: The 3D Concert Experience. |                                                |                                                                                            |                      |
| 2009 | Jonas Brothers World Tour 2009                 | 18. Mai 2009 – 13. Dezember 2009 (Nordamerika, Karibik, Südamerika, Europa, Mittelamerika) | 86                   |
| Die erste Headliner-Welttournee der Musikgruppe fand von Mai bis Dezember 2009 statt und umfasste 86 Konzerte. Damit war sie die bisher größte Tour der Band. Erstmals spielte sie zudem auch als Headliner in Europa, darunter ein Konzert in Köln am 15. November. Begleitet wurden sie wiederum von Demi Lovato (Südamerika, Europa), Jordin Sparks (Nordamerika, Mexiko) und vielen anderen. Miley Cyrus nahm als Überraschungsgast an der Show in Dallas teil.                                             |                                                |                                                                                            |                      |
| 2010 | Jonas Brothers Live in Concert World Tour 2010 | 7. August 2010 – 18. November 2010 (Nordamerika, Karibik, Südamerika, Asien)               | 47                   |
| Die zweite Headliner-Welttournee der Brüder fand 2010 statt und diente hauptsächlich der Promotion des zweiten Camp-Rock-Filmes, weshalb ein großer Teil der restlichen Besetzung auch als Vorgruppe fungierte. Dieses Mal spielte die Band keine Konzerte in Europa, dafür aber erstmals in Asien (Abu Dhabi). Aufmerksamkeit erlangte die Tournee, als Demi Lovato, Mitglied der Camp-Rock-Besetzung, sich Ende Oktober in eine Klinik einweisen ließ und deshalb an den restlichen Konzerten nicht teilnahm. |                                                |                                                                                            |                      |

### Als Gastmusiker
| Jahr | Titel                    | Zeitraum                                                                 | Anzahl der Auftritte |
| --- | ------------------------ | ------------------------------------------------------------------------ | -------------------- |
| 2005/2006 | Never Gone Tour          | 22. Juli 2005 – 2. Februar 2006 (Nordamerika, Europa, Asien, Australien) | 79                   |
| 2005/2006 begleiteten die Jonas Brothers die Backstreet Boys auf deren Never Gone Tour. Die Tour spielte in Asien, Nordamerika, Australien und Europa, darunter elf Shows in Deutschland. Bei welchen Konzerten die Band die Backstreet Boys auf der Tour begleitete, ist unklar. |                          |                                                                          |                      |
| 2007/2008 | Best of Both Worlds Tour | 18. Oktober 2007 – 31. Januar 2007 (Nordamerika)                         | 70                   |
| Nachdem die Band im Februar 2007 einen Plattenvertrag mit Hollywood Records unterschrieben hatte und im August desselben Jahres ihr zweites Studioalbum unter dem Label veröffentlichte, gingen sie mit dem Aushängeschild der Plattenfirma auf Tour, Miley Cyrus, welche damals als das größte Teenager-Idol der Welt galt. Sie begleiteten die Musikerin bis zum 9. Januar 2008, während der letzten 15 Shows traten sie nicht mehr auf, da bereits am 31. Januar ihre eigene Tour, die When You Look Me in the Eyes Tour, startete. |                          |                                                                          |                      |
| 2008 | The Best Damn Tour       | 5. März 2008 – 6. Oktober 2008 (Nordamerika, Europa, Asien)              | 110                  |
| 2008 fand die The Best Damn Tour der kanadischen Sängerin Avril Lavigne statt. Die Jonas Brothers begleiteten sie während der Europa-Konzerte, bevor dann die Burnin’ Up Tour begann. Mit der Tour spielte die Band erstmals in Europa, unter anderem auch fünf Shows in Deutschland (München, Düsseldorf, Mannheim, Dresden, Berlin). |                          |                                                                          |                      |